# Hottentotta salei
Espèce
Synonymes
- Buthotus jayakari salei Vachon, 1980
- Hottentotta jayakari salei (Vachon, 1980)

Hottentotta salei est une espèce de scorpions de la famille des Buthidae.

## Distribution
Cette espèce se rencontre en Oman, au Yémen et aux Émirats arabes unis.

## Description
Cette espèce mesure de 65 à 80 mm.

## Systématique et taxinomie
Cette espèce a été décrite sous le protonyme Buthotus jayakari salei par Vachon en 1980. Elle suit son espèce dans le genre Hottentotta en 1994. Elle est élevée au rang d'espèce par Kovařík en 2007.

## Étymologie
Cette espèce est nommée en l'honneur de John Benjamin Sale.

## Publication originale
- Vachon, 1980 : « Scorpions du Dhofar. » Journal of the Oman Studies, vol. 2, p. 251–263.